# 本庄正則
本庄 正則（ほんじょう まさのり、1934年4月25日 - 2002年7月22日）は、日本の実業家。伊藤園の創業者。

## 経歴

### 略歴
兵庫県神戸市出身。1959年早稲田大学第一法学部を卒業して東都日産モーターで自動車セールスマンをしていたが、脱サラし日用品の訪問販売会社「日本ファミリーサービス株式会社」を1964年に埼玉県で起業した。同社取扱商品の中の一つであった茶葉製品に注力するかたちで、1966年6月に産地直送の販売手法による「フロンティア製茶株式会社」を静岡県静岡市神明町（現・静岡市葵区神明町）に設立。茶葉製品市場に参入した。その後、東京・上野にあった茶問屋「釜邦」より「伊藤園」の商号を200万円で譲り受け、1969年5月より現社名の「株式会社伊藤園」に商号を変更している。同年6月、株式会社本庄商事（旧・日本ファミリーサービス株式会社）および合資会社ビーエー商会から緑茶事業の営業譲渡を受け、生産部門を確保し製茶事業にも参入した。
1966年に手形詐欺事件に巻き込まれ、約5,000万円の不良債権を抱えるなど、創業期の経営は順風満帆とは言えなかったが、量り売りが主流であった当時の茶葉販売において、1972年日本初の真空パッケージ入り茶葉の製品化に成功した。さらに埼玉銀行（現・りそな銀行、埼玉りそな銀行）より資金を借り入れ、1974年静岡県榛原郡相良町（現・牧之原市）に生産工場と研究所を建設し、流通業からメーカーへの転換を契機に業績を拡大していった。1981年に缶入りウーロン茶、1985年に缶入り緑茶を、世界で初めて発売。1989年発売した缶入り日本茶「お〜いお茶」が大ヒット商品となり、1998年には伊藤園は東証第一部上場企業にまで成長した。
伊藤園の出資者のひとりであった政治家の小渕恵三とは伊藤園の創成期に出会い、親交が深く家族ぐるみでの付き合いであった。また、小渕恵三の死後、長女で衆議院議員の小渕優子が政治家を志す決断をしたのは、本庄の言葉がきっかけであったと小渕優子が回顧している。

### 年譜
- 1934年 - 父の赴任先であった日本統治時代の朝鮮・釜山府（現・韓国・釜山広域市）にて生まれる[1]。
- 1936年 - 家族とともに神戸市へ戻る[1]。
- 1941年 - 神戸市立下山手小学校（現・神戸市立山の手小学校）入学[1]。
- 1947年 - 神戸市立生田中学校（現・神戸市立神戸生田中学校）入学[11]。
- 1950年 - 兵庫県立湊川高等学校入学[11]。
- 1953年 - 同志社大学入学[11]。
- 1955年 - 早稲田大学第一文学部入学[11]。
- 1957年 - 早稲田大学第一法学部へ転部[11]。
- 1959年 - 早稲田大学第一法学部卒業[12]。東都日産モーター入社[12]。
- 1964年 - 日本ファミリーサービス株式会社を設立[4]。代表取締役専務に就任[13]。
- 1966年 - フロンティア製茶株式会社（現・伊藤園）を設立[4]。代表取締役専務に就任[13]。
- 1969年 - 「伊藤園」の暖簾を取得し、フロンティア製茶を「株式会社伊藤園」へ商号変更[12]。代表取締役社長に就任[13]。小渕恵三に出会う[14]。
- 1984年 - 在東京ペルー共和国名誉領事に就任[15]。
- 1988年 - 株式会社伊藤園代表取締役会長に就任[16]。
- 1990年 - 在横浜スリランカ民主社会主義共和国名誉総領事に就任[17]。
- 1993年 - ゴルフ場グレートアイランド倶楽部開業[18]。自らコース設計も行う。
- 1996年 - 本庄国際奨学財団を設立[17]。
- 1997年 - 東京商工会議所副会頭に就任[19]。
- 2002年 - 逝去[3]。

## 人物
- 性格は豪快で親分肌である一方、シャイで照れ屋であった[20]。また、財界の友人たちからは、 「一途に究めるタイプ」「気配りの天才」「義理、人情を重んじる人」として知られていた[21]。例えば、親交のあった東映元社長の岡田茂は、「本庄君は、頼まれたら嫌とは言えない人間だった」と評している[22]。また、同じく親交のあったオンワード樫山元会長の馬場彰は、「義理人情の男」と評している[23]。
- 学生時代には柔道部に所属し、高校2年生で二段を取得していた[20]。
- ゴルフ好きで、自らコース設計に参加し千葉県にゴルフ場（グレートアイランド倶楽部）を作るほどであった。また、腕前もプロ級でありホールインワンを8回達成。24歳でゴルフを始めてから1年ほどでハンデキャップ8、4年でハンデキャップ1という実力であった[21]。
- 東急グループの五島昇を尊敬し、プライベートでゴルフやトローリングに出かけるなど親交があった[24]。その陶酔ぶりは、本庄がゴルフ場作る際に五島の名から「ファイブ・アイランド」という名前にしようとしたほどであったが、最終的に「アイランド」のみ残し「グレートアイランド倶楽部」と命名した[24]。

## 親族
- 弟・本庄八郎 - 伊藤園代表取締役会長
- 長男・本庄大介 - 伊藤園代表取締役社長
- 次男・Yosuke Jay Oceanbright Honjo（本庄洋介） - 伊藤園取締役、同アメリカ法人社長
- 三男・本庄竜介 - グレートアイランド倶楽部代表取締役社長
- 甥・本庄周介 - 伊藤園代表取締役副社長

　　・小出信介 - 小出公認会計士税理士事務所代表